# بينتون جاي أندروود
بينتون جاي أندروود (بالإنجليزية: Benton J. Underwood)‏ هو عالم نفس أمريكي، ولد في 1915، وتوفي في 1994.